# Гекденіз Байракдар
Гекденіз Байракдар (тур. Gökdeniz Bayrakdar, нар. 23 листопада 2001, Кандіра, Туреччина) — турецький футболіст, нападник клубу «Анталіяспор» та молодіжної збірної Туреччини.

## Ігрова кар'єра

### Клубна
Гекденіз Байракдар є вихованцем клубу «Коджаеліспор». Першу гру в основі він провів у серпні 2017 року у турнірі Кубку країни. 10 вересня того року футболіст дебютував у чемпіонаті Туреччини у Третій лізі.
Після успішних виступів у складі «Коджаеліспора» зацікавленість у послугах гравця виявляв стамбульський «Бешикташ». Але влітку 2020 року Байракдар підписав контракт з клубом Суперліги «Анталіяспор». І у вересні 2020 року зіграв першу гру у новій команді.

### Збірна
У червні 2021 року у товариському матчі проти молодіжної збірної України Гекденіз Байракдар дебютував у складі молодіжної збірної Туреччини.

## Приватне життя
Родина Гекденіза є вболівальниками клубу «Трабзонспор» і тому він отримав своє ім'я на честь легенди клуба Гекденіза Караденіза.